# New Lisbon
New Lisbon é uma cidade localizada no estado norte-americano de Wisconsin, no Condado de Juneau.

## Demografia
Segundo o censo norte-americano de 2000, a sua população era de 1436 habitantes.
Em 2006, foi estimada uma população de 2361, um aumento de 925 (64.4%).

## Geografia
De acordo com o United States Census Bureau tem uma área de
7,4 km², dos quais 6,9 km² cobertos por terra e 0,5 km² cobertos por água.

## Localidades na vizinhança
O diagrama seguinte representa as localidades num raio de 20 km ao redor de New Lisbon.